# Автомобильная катастрофа близ Ракова
Автомобильная катастрофа под Раковом — тяжёлое и одно из крупнейших дорожно-транспортных происшествий в истории Белоруссии. В результате падения неуправляемого пассажирского автобуса с моста путепровода на железнодорожные пути 16 человек погибло на месте и ещё один скончался в больнице.

## Хронология событий
В воскресенье 18 августа 1991 года с туристического слёта под Раковом Минской области на автобусе ЛАЗ-699Р возвращалась в Минск по трассе М6 Гродно — Минск группа туристов в количестве 28 человек. В 16 часов 20 минут по местному времени при заезде на путепровод ЛАЗ наехал на деформационный шов моста, после чего внезапно автобус стал неуправляемым, колёса вывернуло вправо и машина, пробив ограждение крышей, упала на железнодорожные пути на перегоне между станцией Дегтяровка и о. п. Крыжовка, перевернувшись в воздухе. Одними из первых к месту происшествия прибыли жители близлежащего села Хотежино, они стали непосредственными свидетелями катастрофы. Люди метались вокруг автобуса, однако сделать ничего не могли, стойки крыши не выдержали удара и большинство пассажиров оказались зажаты в салоне. Несколько очевидцев отправились к ближайшей железнодорожной станции за помощью, а также для того, чтобы предотвратить возможный наезд на автобус железнодорожного состава. После этого своими силами с помощью подоспевшего грузовика попытались перевернуть автобус обратно на колёса, однако сделать это не удалось. Вскоре подъехали оперативные службы с автокранами, начали извлекать людей. Процесс усложнялся ещё и тем, что тогда не существовало специальных служб и средств для спасения такого количества пострадавших в ДТП.

## Причины автокатастрофы
Расследование выявило техническую неисправность элементов рулевой тяги автобуса. За месяц до происшествия автобус проходил техническое обслуживание и данный элемент управления подлежал разборке. Однако при обратной сборке механики допустили халатность. По технологии при креплении шарового пальца должен был использоваться динамометрический ключ. Слесари же затянули его с помощью обычного ключа и используемой в качестве рычага трубы. Кроме того, не был установлен шплинт. В итоге за две недели послеремонтных поездок автобуса шаровый палец из круглого превратился в эллипсовидный. Вследствие этого гайки крепления постепенно разбалтывались. Одна из таких гаек была обнаружена за 160 метров от путепровода. Всё это было смоделировано на следственном эксперименте и даже на малой скорости. Водитель автобуса, оставшийся в живых, первоначально скрывал то, что знал про большой люфт руля, однако при предъявлении ему неопровержимых доказательств признался в этом. Кроме того, выяснилось, что и ограждение самого путепровода было построено без соблюдения технологий. Так, секции перил были сварены, а не прикручены болтами, как этого требовали правила.

## Память о жертвах
В 1990-х на средства родственников на месте падения автобуса был установлен памятник с именами погибших.